# 豊郷町 (名古屋市)
豊郷町（とよさとちょう）は、愛知県名古屋市南区の地名。

## 歴史

### 沿革
- 1939年（昭和14年）7月20日 - 南区豊田町の一部により、同区豊郷町が成立[3]。
- 1946年（昭和21年）8月5日 - 豊田町・豊田本町の各一部を編入する[3]。
- 1985年（昭和60年）11月3日 - 明治二丁目・内田橋一丁目・内田橋二丁目にそれぞれ編入され消滅[3]。